# Абуль Хасан Кутб-шах
Абуль Хасан Кутб-шах (8 жовтня 1600—1699) — останній султан Голконди у 1672—1687 роках. Мав прізвисько Тані-шах, тобто «Доброзичливий володар».

## Життєпис
Походив з династії Кутб-шахів. Був сином султана Мухаммада Кутб-шах. замолоду був схильний до розваг та пияцтва. Тому його було відправлено на навчання до суфійського вчителя Хазрата Сейд Шаха Разіуддіна Мултані, який значно сплинув на світогляд Абуль Хасана. Потім одружився зі своєю небогою, донькою султана Абдулли Кутб-шаха.
У 1672 році після смерті Абдулли Кутб-шаха успадкував трон. Намагався зміцнити державу зсередини, щоб протистояти загрозі з боку Імперії Великих Моголів. Хоча з 1656 року султанат визнав її зверхність, проте Абуль Хасан Кутб-шах побоювався намірів падишаха Аурангзеба щодо своїх володінь. Тому султан Голконди намагався встановити релігійний мир, виявляючи терпимість до індуїзму, християнства, сунітів, хоча сам був шиїтом. Водночас усіляко сприяв союзу з Біджапурським султанатом. Протягом 1675-1680-х років встановив союзницькі відносини з маратським володарем Шиваджі.
У 1683 році викликав підозру занадто тісними стосунками з біджапурським султанатом та начебто став не в повному обсязі сплачувати встановлену данину. Водночас Аурангзеб планував від імені сина Мухаммеда Мірзи, щоб був одружений з донькою попереднього голкондського султана, висунути вимоги на трон султанату. 1685 року відбив напад могольських військ. Зрештою у лютому 1687 року могольське військо вторглося до володінь Абуль Хасан Кутб-шах, швидко захопивши півні й взявши в облогу столицю Голконду. Облога тривала до 22 вересня. Після падіння міста султанат втратив незалежність і став однією з могольских суб (провінцій) у Декані.
Колишнього султана запроторено до в'язниці в Даулатабаді, де він помер 1699 року.